# Lista siturilor arheologice din județul Dolj - D
Lista siturilor arheologice din județul Dolj - D conține toate siturile arheologice din județul Dolj înscrise în Repertoriul Arheologic Național (RAN) și aflate în localități al căror nume începe cu litera D. RAN este administrat de Ministerul Culturii și Patrimoniului Național și cuprinde date științifice, cartografice, topografice, imagini și planuri, precum și orice alte informații privitoare la zonele cu potențial arheologic, studiate sau nu, încă existente sau dispărute.
Puteți căuta un sit din localitățile care încep cu litera D folosind formularul de mai jos sau puteți naviga prin toate siturile din județ la Lista siturilor arheologice din județul Dolj.
| Cod RAN                                  | Denumire | Localitate                | Adresă     | Datare            | Descoperit | Coordonate                                              | Imagine           | Erori            |
| ---------------------------------------- | --- | ------------------------- | ---------- | ----------------- | ---------- | ------------------------------------------------------- | ----------------- | ---------------- |
| 72043.01.01 (Cod LMI: DJ-I-s-A-07889)    | Situl arheologic de la Desa - "Castravița" / ansamblu anonim (Categorie: locuire militară) (Tip: Castru de piatră)       | sat Desa, comuna Desa     | Castravița | sec. III          |            | 43°49′35″N 22°56′51″E / 43.8264027778°N 22.9475805556°E | Încărcați imagine | Raportați eroare |
| 72043.01.02 (Cod LMI: DJ-I-s-A-07889)    | Situl arheologic de la Desa - "Castravița" / ansamblu anonim (Categorie: locuire militară) (Tip: Așezare)                | sat Desa, comuna Desa     | Castravița | Basarabi sec.VIII |            | 43°49′35″N 22°56′51″E / 43.8264027778°N 22.9475805556°E | Încărcați imagine | Raportați eroare |
| 72043.01.03 (Cod LMI: DJ-I-s-A-07889)    | Situl arheologic de la Desa - "Castravița" / ansamblu anonim (Categorie: locuire militară) (Tip: Așezare)                | sat Desa, comuna Desa     | Castravița | Verbicioara - I   |            | 43°49′35″N 22°56′51″E / 43.8264027778°N 22.9475805556°E | Încărcați imagine | Raportați eroare |
| 72043.01.04 (Cod LMI: DJ-I-s-A-07889)    | Situl arheologic de la Desa - "Castravița" / ansamblu anonim (Categorie: locuire militară) (Tip: Așezare)                | sat Desa, comuna Desa     | Castravița | Coțofeni          |            | 43°49′35″N 22°56′51″E / 43.8264027778°N 22.9475805556°E | Încărcați imagine | Raportați eroare |
| 72043.01.05 (Cod LMI: DJ-I-s-A-07889)    | Situl arheologic de la Desa - "Castravița" / ansamblu anonim (Categorie: locuire militară) (Tip: Mormânt de incinerație) | sat Desa, comuna Desa     | Castravița | Verbicioara       |            | 43°49′35″N 22°56′51″E / 43.8264027778°N 22.9475805556°E | Încărcați imagine | Raportați eroare |
| 72043.01.06 (Cod LMI: DJ-I-s-A-07889)    | Situl arheologic de la Desa - "Castravița" / ansamblu anonim (Categorie: locuire militară) (Tip: Necropolă tumulară)     | sat Desa, comuna Desa     | Castravița | Basarabi          |            | 43°49′35″N 22°56′51″E / 43.8264027778°N 22.9475805556°E | Încărcați imagine | Raportați eroare |
| 72230.01.01 (Cod LMI: DJ-I-m-B-07890.02) | Situl arheologic de la Drănic - "Recea" / ansamblu anonim (Categorie: locuire civilă) (Tip: Așezare)                     | sat Drănic, comuna Drănic | Recea      | sec. II - IV      |            |                                                         | Încărcați imagine | Raportați eroare |
| 72230.01.02 (Cod LMI: DJ-I-m-B-07890.01) | Situl arheologic de la Drănic - "Recea" / ansamblu anonim (Categorie: locuire civilă) (Tip: Așezare)                     | sat Drănic, comuna Drănic | Recea      | sec. VIII - X     |            |                                                         | Încărcați imagine | Raportați eroare |
| 72043.02.01                              | Situl arheologic de la Desa - "La ruptură" / ansamblu anonim (Categorie: locuire civilă) (Tip: Așezare)                  | sat Desa, comuna Desa     | La ruptură | Basarabi sec.VIII |            |                                                         | Încărcați imagine | Raportați eroare |
| 72043.02.02                              | Situl arheologic de la Desa - "La ruptură" / ansamblu anonim (Categorie: locuire civilă) (Tip: Așezare)                  | sat Desa, comuna Desa     | La ruptură | romană            |            |                                                         | Încărcați imagine | Raportați eroare |
| 72043.02.03                              | Situl arheologic de la Desa - "La ruptură" / ansamblu anonim (Categorie: locuire civilă) (Tip: Fortificație)             | sat Desa, comuna Desa     | La ruptură | romană            |            |                                                         | Încărcați imagine | Raportați eroare |
| 72043.02.04                              | Situl arheologic de la Desa - "La ruptură" / ansamblu anonim (Categorie: locuire civilă) (Tip: Necropolă)                | sat Desa, comuna Desa     | La ruptură | romană            |            |                                                         | Încărcați imagine | Raportați eroare |